# باشگاه فوتبال لفسکی صوفیه
باشگاه فوتبال لفسکی صوفیه (به بلغاری: ПФК Левски Софи) یک باشگاه فوتبال در شهر صوفیه، بلغارستان است.
این باشگاه در سال ۱۹۱۴ تأسیس شده و سابقه ۲۶ قهرمانی در لیگ حرفه‌ای آ فوتبال بلغارستان و ۲۵ قهرمانی در جام حذفی فوتبال بلغارستان را دارد.
زسکا صوفیه بزرگترین رقیب تیم لفسکی صوفیه می‌باشد و مسابقات بین این دو تیم را «شهرآورد ابدی فوتبال بلغارستان» می‌نامند.

## افتخارات
لیگ حرفه‌ای آ فوتبال بلغارستان
- قهرمان (۲۶ قهرمانی): ۱۹۳۳، ۱۹۳۷، ۱۹۴۲، ۱۹۴۶، ۱۹۴۷، ۱۹۴۸–۴۹، ۱۹۵۰، ۱۹۵۳، ۱۹۶۴–۶۵، ۱۹۶۷–۶۸، ۱۹۶۹–۷۰، ۱۹۷۳–۷۴، ۱۹۷۶–۷۷، ۱۹۷۸–۷۹، ۱۹۸۳–۸۴، ۱۹۸۴–۸۵، ۱۹۸۷–۸۸، ۱۹۹۲–۹۳، ۱۹۹۳–۹۴، ۱۹۹۴–۹۵، ۱۹۹۹–۰۰، ۲۰۰۰–۰۱، ۲۰۰۱–۰۲، ۲۰۰۵–۰۶، ۲۰۰۶–۰۷، ۲۰۰۸–۰۹

جام حذفی فوتبال بلغارستان
- قهرمان (۲۵ قهرمانی. رکورد): ۱۹۴۲، ۱۹۴۶، ۱۹۴۷، ۱۹۴۸–۴۹، ۱۹۴۹–۵۰، ۱۹۵۶، ۱۹۵۷، ۱۹۵۸–۵۹، ۱۹۶۶–۶۷، ۱۹۶۹–۷۰، ۱۹۷۰–۷۱، ۱۹۷۵–۷۶، ۱۹۷۶–۷۷، ۱۹۷۸–۷۹، ۱۹۸۳–۸۴، ۱۹۸۵–۸۶، ۱۹۹۰–۹۱، ۱۹۹۱–۹۲، ۱۹۹۳–۹۴، ۱۹۹۷–۹۸، ۱۹۹۹–۰۰، ۲۰۰۱–۰۲، ۲۰۰۲–۰۳، ۲۰۰۴–۰۵، ۲۰۰۶–۰۷

سوپر جام فوتبال بلغارستان
- قهرمان (۳ قهرمانی): ۲۰۰۵، ۲۰۰۷، ۲۰۰۹